# مقسم جریان

شکل ۱: شماتیک یک مدار الکتریکی که تقسیم جریان را نشان می‌دهد. نماد RT_{.} به مقاومت کل مدار در سمت راست مقاومت R _{X اشاره دارد}.

در الکترونیک، مقسم جریان یک مدار خطی ساده است که یک جریان خروجی({\displaystyle I_{X}}) که کسری از جریان ورودی اش ({\displaystyle I_{T}}) است، تولید می‌کند. تقسیم جریان به تقسیم جریان بین شاخه‌های تقسیم اشاره دارد. جریان‌ها در شاخه‌های مختلف چنین مداری همیشه به گونه ای تقسیم می‌شوند تا انرژی مصرفی کل به حداقل برسد.
فرمول مقسم جریان تقریباً مشابه به شکل مقسم ولتاژ است. هرچند، نسبت توصیف کننده تقسیم جریان، امپدانس شاخه‌های در نظر گرفته شده را بر خلاف تقسیم ولتاژ که امپدانس‌های در نظر گرفته شده را در صورت قرار می‌دهد در مخرج قرار می‌دهد. به این دلیل است که در مقسم‌های جریان، کل انرژی مصرفی حداقل شده، و در نتیجه جریان‌هایی که از طریق مسیرهای کم امپدانس عبور می‌کنند، به این دلیل رابطه معکوس با امپدانس دارند. از سوی دیگر مقسم ولتاژ برای تصدیق قانون ولتاژ کیرشهف استفاده می‌شود. مجموع ولتاژ دور تا دور یک حلقه باید صفر بشود، بنابراین افت ولتاژ باید به‌طور مساوی در رابطه مستقیم با امپدانس تقسیم شود.
به‌طور خاص اگر دو یا چند امپدانس موازی باشند، جریانی که وارد ترکیب می‌شود بین آنها در نسبت معکوس با امپدنس‌هایشان (با توجه به قانون اهم) تقسیم خواهد شد. همچنین استنباط می‌شود که اگر امپدانس‌ها مقداری برابر داشته باشند جریان به‌طور مساوی تقسیم می‌شود.

## مقسم جریان
یک فرمول کلی برای جریان I X در مقاومت R X که  موازی با یک ترکیب دیگر از مقاومت‌ها از مقامت کل RT است (به شکل ۱ نگاه کنید):
{\displaystyle I_{X}={\frac {R_{T}}{R_{X}+R_{T}}}I_{T}\ }
که {\displaystyle I_{T}} جریان کل ورودی به شبکه ترکیبی R X به موازات R T است. توجه کنید که وقتی R T از یک ترکیب موازی از مقاومت تشکیل شده باشد، می‌گوییم  R 1، R 2، … و غیره، پس باید معکوس هر مقاومت برای پیدا کردن مقامت کل R T
باهم جمع شوند :
{\displaystyle {\frac {1}{R_{T}}}={\frac {1}{R_{1}}}+{\frac {1}{R_{2}}}+{\frac {1}{R_{3}}}+...\ .}

## حالت کلی[۲]
اگر چه مقسم مقاومت رایج است، مقسم جریان ممکن است از امپدانسهای وابسته به فرکانس ساخته شود. در حالت کلی جریان IX داده شده‌است:
 {\displaystyle I_{X}={\frac {Z_{T}}{Z_{X}}}I_{T}\ ,} 

که در آن ZT اشاره به امپدانس معادل کل مدار دارد.

## استفاده از ادمیتانس
به جای استفاده از امپدانس‌ها، اگر ادمیتانس (معکوس امپدانس) مورد استفاده قرار گیرد، قانون مقسم جریان می‌تواند همانند قانون مقسم ولتاژ استفاده شود.
{\displaystyle I_{X}={\frac {Y_{X}}{Y_{Total}}}I_{T}}

توجه داشته باشید که Y Total یک جمع ساده است، نه معکوس شدهٔ مجموع معکوس ها (همان‌طور که برای یک شبکه معمولی مقاومتی موازی انجام می‌دهید). برای شکل ۱، جریان I X این چنین خواهد بود
{\displaystyle I_{X}={\frac {Y_{X}}{Y_{Total}}}I_{T}={\frac {\frac {1}{R_{X}}}{{\frac {1}{R_{X}}}+{\frac {1}{R_{1}}}+{\frac {1}{R_{2}}}+{\frac {1}{R_{3}}}\ }}I}

### مثال: ترکیب RC
شکل 2 یک مقسم جریان ساده را که از یک خازن و یک مقاومت تشکیل شده‌است رانشان می‌دهد. با استفاده از فرمول زیر، جریان در مقاومت توسط زیر داده شده‌است :
{\displaystyle ={\frac {1}{1+j\omega CR}}I_{T}\ ,}{\displaystyle I_{R}={\frac {\frac {1}{j\omega C}}{R+{\frac {1}{j\omega C}}}}I_{T}}
جایی که Z C = 1 / (jωC) امپدانس خازن و j واحد موهومی است.
حاصل τ = CR به عنوان ثابت زمانی مدار شناخته می‌شود، و فرکانسی که ωCR = ۱ است، فرکانس گوشه مدار است. از آنجا که خازن در فرکانس‌های بالا دارای امپدانس صفر و امپدانس بی‌نهایت در فرکانس‌های پایین است، جریان در مقاومت در مقدار DC خود (I T)برای فرکانس‌هایی تا فرکانس گوشه باقی می‌ماند، در نتیجه برای فرکانس‌های بالاتر    به سمت صفر افت می‌کند در نتیجه خازن به‌طور مؤثر مقاومت را اتصال کوتاه مدار می‌کند. به عبارت دیگر، مقسم جریان یک فیلتر پایین گذر برای جریان در مقاومت است.

## اثر بارگیری
بهره تقویت کننده به‌طور کلی به منبع و پایانه‌های بار بستگی دارد. تقویت کننده‌های جریان و تقویت کننده های هدایت انتقالی توسط یک شرایط اتصال کوتاه خروجی مشخص می‌شوند و تقویت کننده‌های جریان و تقویت کننده‌های مقامت انتقالی با استفاده از منابع ایده‌آل جریان امپدانس بی‌نهایت مشخص می‌شوند. هنگامی که یک تقویت کننده  توسط یک پایانه  نامحدود، غیر صفر و / یا توسط یک منبع غیر ایده‌آل محدود می‌شوند، بهره موثربه دلیل اثر بارگیری در خروجی و / یا ورودی کاهش می‌یابد که از روابط مقسم جریان قابل برداشت می‌باشد.
شکل ۳ یک مثال تقویت کننده جریان را نشان می‌دهد. تقویت کننده (جعبه خاکستری) مقاومت ورودی {\displaystyle R_{in}} و مقاومت خروجی{\displaystyle R_{out}} و بهره جریان ایده‌آل {\displaystyle A_{i}} را دارد .  با یک محرک جریان ایده‌آل (مقاومت بی‌نهایت نورتون)، همه منابع جریان{\displaystyle i_{s}} به جریان ورودی برای تقویت کننده تبدیل می‌شوند. با این حال، برای یک محرک نورتون مقسم جریان در ورودی تشکیل شده که جریان ورودی را به فرم زیرکاهش می دهد
{\displaystyle i_{i}={\frac {R_{S}}{R_{S}+R_{in}}}i_{S}\ }
{\displaystyle }
که به وضوح کمتر از {\displaystyle i_{s}}  است . به همین ترتیب برای یک اتصال کوتاه در خروجی، تقویت کننده یک جریان خروجی {\displaystyle i_{o}=A_{i}i_{i}} به اتصال کوتاه انتقال می‌دهد . اما زمانی که مقاومت بار RL غیر صفر است، جریان تحویلی به بار توسط تقسیم جریان به ارزش زیر کاهش میابد
{\displaystyle i_{L}={\frac {R_{out}}{R_{out}+R_{L}}}A_{i}i_{i}\ }{\displaystyle }
ترکیب این نتایج، بهره جریان ایده‌آل {\displaystyle A_{i}}  به همراه یک محرک ایده‌آل پیاده می‌شود و اتصال کوتاه بار به بهره لود شده {\displaystyle A_{loaded}} کاهش می‌یابد:
{\displaystyle A_{loaded}={\frac {i_{L}}{i_{S}}}={\frac {R_{S}}{R_{S}+R_{in}}}\ }
{\displaystyle {\frac {R_{out}}{R_{out}+R_{L}}}A_{i}.\ }
{\displaystyle } {\displaystyle }
نسبت مقاومت در بیان بالا به نام عوامل بارگیری نامیده می‌شود. برای بحث بیشتر درباره بارگذاری در دیگر تقویت کننده اثر بارگیری را ببینید.

### تقویت کننده‌های تک جانبه در مقابل تقویت کننده‌های دو جانبه
شکل ۳ و بحث مرتبط اشاره به یک تقویت کننده تک جانبه دارد. در حالت کلی تر که در آن تقویت کننده توسط دو پورتنشان داده شده‌است، ورودی مقاومت تقویت کننده به بار، و خروجی مقاومت به امپدانس منبع بستگی دارد. عوامل بارگیری در این موارد باید تقویت کننده امپدانس  های صحیح شامل این تأثیرات دو جانبه را به کار بگیرد. برای مثال استفاده تقویت کننده تک جانه جریان از شکل ۳ ،متناظر با شبکه دو جانبه دو پورت نشان داده شده در شکل ۴ بر اساس  پارامترهایی_ ثانیه هستند. انجام تجزیه و تحلیل این مدار، بهره جریان با باز خورد {\displaystyle A_{fb}} به صورت زیر تعریف میشود  :
{\displaystyle A_{fb}={\frac {i_{L}}{i_{S}}}={\frac {R_{S}}{1+{B}({\frac {R_{L}}{R_{S}}})A_{loaded}}}\ } 
{\displaystyle }
بدین معنی که، بهره جریان ایده‌آل{\displaystyle A_{i}}  نه تنها به وسیله عوامل بارگیریی، بلکه به دلیل ماهیت دو جانبه دو پورته با عامل دیگر (1 + β (R L / R S) Loaded)، که نمونه ای از مدارهای تقویت کننده بازخورد منفی است، کاهش میابد. عامل β (R L / R S) بازخورد جاری است که توسط بازخورد منبع ولتاژ بهره ولتاژ β V / V ارائه شده‌است. به عنوان مثال، برای یک منبع ایده‌آل با R S = ∞ Ω، بازخورد ولتاژ هیچ تأثیری ندارد و برای R L = ۰ Ω، ولتاژ بار صفر وجود دارد، و دوباره بازخورد را غیرفعال می‌کند.